# Cyllopoda claudicula
Cyllopoda claudicula är en fjärilsart som beskrevs av Johan Wilhelm Dalman 1823. Cyllopoda claudicula ingår i släktet Cyllopoda och familjen mätare. Inga underarter finns listade i Catalogue of Life.